# V500 Гидры
V500 Гидры (лат. V500 Hydrae) — одиночная переменная звезда в созвездии Гидры на расстоянии приблизительно 3772 световых лет (около 1156 парсек) от Солнца. Видимая звёздная величина звезды — от +11,1m до +10,5m. Возраст звезды определён как около 61 млн лет.
Открыта Патриком Уиллсом и Себастьяном А. Отеро в 2005 году*.

## Характеристики
V500 Гидры — жёлто-белый субгигант*, пульсирующая переменная звезда типа RR Лиры (RR(B)) спектрального класса F. Масса — около 0,88 солнечной, радиус — около 5,58 солнечного, светимость — около 55,208 солнечной. Эффективная температура — около 6569 K.